# Ana Maria Tănasie

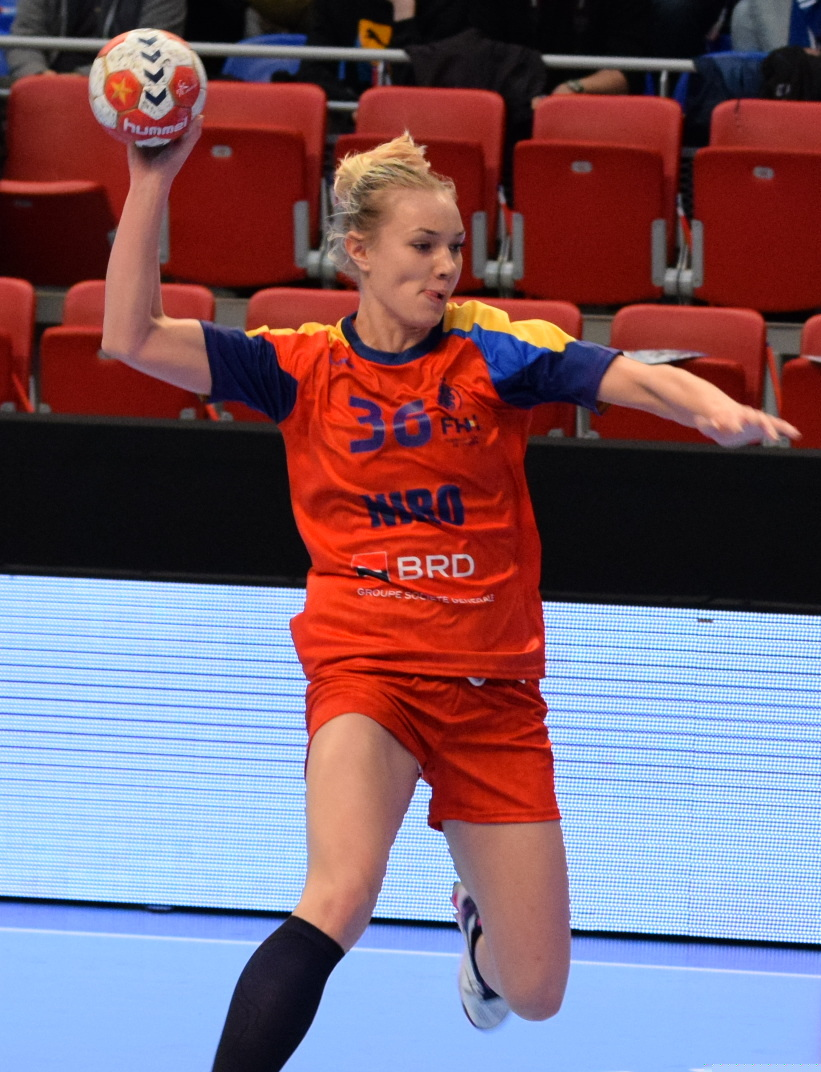
Ana Maria Tănasie bei einem Länderspiel 2015

Ana Maria Tănasie (* 6. April 1995 in Hunedoara) ist eine rumänische Handballspielerin, die auf der Linksaußen-Position spielt.
Sie begann in ihrer Heimatstadt Hunedoara mit dem Handballspielen und wurde später für das nationale Handballzentrum in Vâlcea ausgewählt. Bis 2013 spielte Tănasie für den HC Zalău, mit dem sie im EHF-Pokal 2012/13 das Halbfinale erreichte. Danach wechselte sie zum HCM Baia Mare, mit dem sie 2014 die rumänische Meisterschaft und den rumänischen Pokal gewann. In der Saison 2014/15 spielte sie für den SCM Craiova. Danach kehrte sie zu Baia Mare zurück. Mit dem Club wurde sie 2016 rumänischer Pokalsieger und Vize-Meister und erreichte in der EHF Champions League 2015/16 das Viertelfinale. Danach ging Tănasie zum HC Dunărea Brăila. Im Januar 2017 unterschrieb sie einen Vertrag bei HCM Râmnicu Vâlcea. Zur Saison 2018/19 kehrte sie zum SCM Craiova zurück. Ab dem Sommer 2019 lief sie für CS Măgura Cisnădie auf. Ein Jahr später schloss sich Tănasie dem Ligakonkurrenten CS Minaur Baia Mare an.
Mit der Rumänische Handballnationalmannschaft gewann Tănasie bei der Weltmeisterschaft 2015 in Dänemark die Bronzemedaille. 2016 war sie für die  Olympischen Spiele in Rio nominiert. Wegen ein Ruptur, die sie bei einem Freundschaftsspiel in Norwegen kurz vor den Spielen erlitt, verpasste sie jedoch die Teilnahme. 2022 nahm Tănasie an der Europameisterschaft teil, bei der sie vier Treffer erzielte. Bislang absolvierte Tănasie 19 Länderspiele, in denen sie 23 Treffer erzielte.
Tănasies Geburtsstadt Hunedoara ernannte sie 2016 zur bis dahin jüngsten Ehrenbürgerin.